# Emmanuel K. Akyeampong
Emmanuel Kwaku Akyeampong (Kumasi, 21 de febrero de 1962) es un historiador y profesor ghanés. 

## Biografía
Originario de Ghana, obtuvo su licenciatura en la Universidad de Ghana en 1984, posteriormente realizó su maestría en historia europea por la Universidad Wake Forest en 1989 y su doctorado en historia africana de la Universidad de Virginia en 1993.
Se desempeña como profesor de historia y estudios africanos y afroestadounidenses, y director de la facultad Oppenheimer del Centro de Estudios Africanos de la Universidad de Harvard. De igual forma es profesor asociado del Centro Weatherhead para Asuntos Internacionales, exmiembro de la junta directiva del Instituto WEB Du Bois y anteriormente también ocupó una prestigiosa cátedra en la Universidad de Harvard.
Como expresidente (2002-2006) del Comité de Estudios Africanos (ahora Centro de Estudios Africanos, bajo el liderazgo de la directora fundadora Caroline Elkins), Akyeampong jugó un papel decisivo, junto con Henry Louis Gates y muchos otros miembros del profesorado de la Universidad de Harvard, en la configuración del Departamento de Estudios Africanos y Afroamericanos de Harvard. La investigación de Akyeampong se centra en la historia de África occidental, el Islam en el África subsahariana, las enfermedades y la medicina, la ecología, la diáspora africana, la economía política y el comercio.